# Two Weeks
Two Weeks is een nummer van de Amerikaanse indierockband Grizzly Bear uit 2009. Het is de tweede single van hun derde studioalbum Veckatimest.
De inspiratie voor het nummer ontstond toen bandleden Ed Droste en Chris Bear een weekendje op Cape Cod doorbrachten. Hoewel het nummer, afgezien van de Waalse Tipparade, nergens de hitlijsten bereikte, geniet het wereldwijd wel veel bekendheid en waardering. Zo plaatste Pitchfork Media het nummer op de 162 plek in hun lijst van "Top 500 Tracks of the 2000's", ook werd de videoclip van het nummer ruim 14 miljoen keer bekeken op YouTube. In Nederland wordt het nummer regelmatig gedraaid door radiostations die zich toeleggen op alternatieve (rock)muziek.
In 2009 werd het nummer in diverse landen, waaronder Nederland, gebruikt in een reclame voor Peugeot.